# Chiesa di Cristo Re (Zola Predosa)
La chiesa di Cristo Re è la parrocchiale e principale luogo di culto di Le Tombe, frazione di Zola Predosa nella città metropolitana di Bologna. Appartiene al vicariato di Bologna Ovest dell'arcidiocesi di Bologna e la sua storia inizia nel XIV secolo anche se l'edificio moderno risale al XX secolo.

## Storia
La prima chiesa a Le Tombe, che probabilmente fu un piccolo oratorio, venne edificata nel 1357 dal nobile Tommaso Magnani. Fu costruita in stile romanico ed il permesso per la sua costruzione venne concesso perché il centro Zola Predosa non era facilmente raggiungibile nel XIV secolo. Venne poi restaurata diverse volte, sino al XIX secolo quando, dopo la prima guerra mondiale, venne elevata a dignità di chiesa parrocchiale.
Nel decreto che stabiliva la nascita della nuova parrocchia il cardinale Giovanni Battista Nasalli Rocca di Corneliano venne richiesta anche l'edificazione di un nuovo luogo di culto. Il cantiere venne aperto tra il 1924 e il 1926 ed il progetto fu affidato all'ingegnere bolognese Giuseppe Gualandi.
Tra gli anni cinquanta e gli anni settanta vennero realizzati diversi interventi alla pavimentazione della sala ed al prospetto principale. Nello stesso periodo l'antica piccola chiesa che era stata utilizzata sino agli anni venti poi riconvertita ad altro uso fu demolita, col suo campanile.
Il terremoto dell'Emilia del 2012 ha arrecato diversi danni alla struttura ed è stato necessario interventire con lavori di messa in sicurezza, ultimati nel 2015.

## Descrizione

### Esterno
Il luogo di culto si affaccia sulla via che conduce al comune capoluogo e si presenta di grandi dimensioni con prospetto principale tripartito e con mattoni in cotto a vista. La parte centrale, di maggiore altezza e dimensione, ospita il portale di accesso architravato e con lunetta arricchita da un bassoriglievo in cotto. La due parti laterali, a salienti, mostrano due mofore alte e strette. La copertura è in coppi. Alla struttura principale si affianca, sulla sua sinistra, la canonica.
La cella campanaria è esterna all'edificio, posta sul sagrato.

### Interno
La sala è ampia, suddivisa in tre navate ognuna con sette campate con volte a vela e a crociera. Il fonte battesimale marmoreo si trova nella navata laterale sinistra. Attraverso l'arco trionfale si accede alla parte presbiteriale. Nella sala è presente l'organo a canne seicentesco e vi sono conservati lavori pittorici attribuiti a maestri attivi sul territorio come Teresa Comastri e Francesco Martani.